# 키프로스의 공휴일
키프로스의 공휴일은 다음과 같다.
| 날짜           | 공휴일 이름             | 비 고                             |
| -------------- | ----------------------- | --------------------------------- |
| 1월 1일        | 새해 첫날               |                                   |
| 1월 6일        | 주님 공현 대축일        |                                   |
| 2월 11일       | 건국기념일              |                                   |
| 3월 13일       | 교황 즉위 기념일        | 교황에 따라 달라짐.               |
| 3월 25일       | 그리스 독립 전쟁 기념일 |                                   |
| 4월 1일        | 키프로스 국경일         |                                   |
| 3~4월 중(이동) | 성금요일                | 부활절 2일 전.                    |
| 3~4월 중(이동) | 성토요일                | 부활절 1일 전.                    |
| 3~4월 중(이동) | 부활절                  | 춘분 뒤 첫 만월 다음의 일요일.    |
| 3~4월 중(이동) | 이스터 먼데이           | 부활절 다음날.                    |
| 3~4월 중(이동) | 이스터 튜스데이         | 부활절 2일 후.                    |
| 5월 1일        | 노동절                  |                                   |
| 5~6월 중(이동) | 휘트 먼데이             | 부활절 50일 후에 해당하는 월요일. |
| 8월 15일       | 성모 안식 대축일        |                                   |
| 10월 1일       | 독립기념일              |                                   |
| 10월 28일      | 그리스 국경일           |                                   |
| 12월 24일      | 크리스마스 이브         |                                   |
| 12월 25일      | 크리스마스              |                                   |
| 12월 26일      | 박싱 데이               |                                   |